# Stari trg (gmina Ivančna Gorica)
Stari trg – wieś w Słowenii, w gminie Ivančna Gorica. W 2018 roku liczyła 98 mieszkańców.